# Essener Domschatzkammer Hs. 1

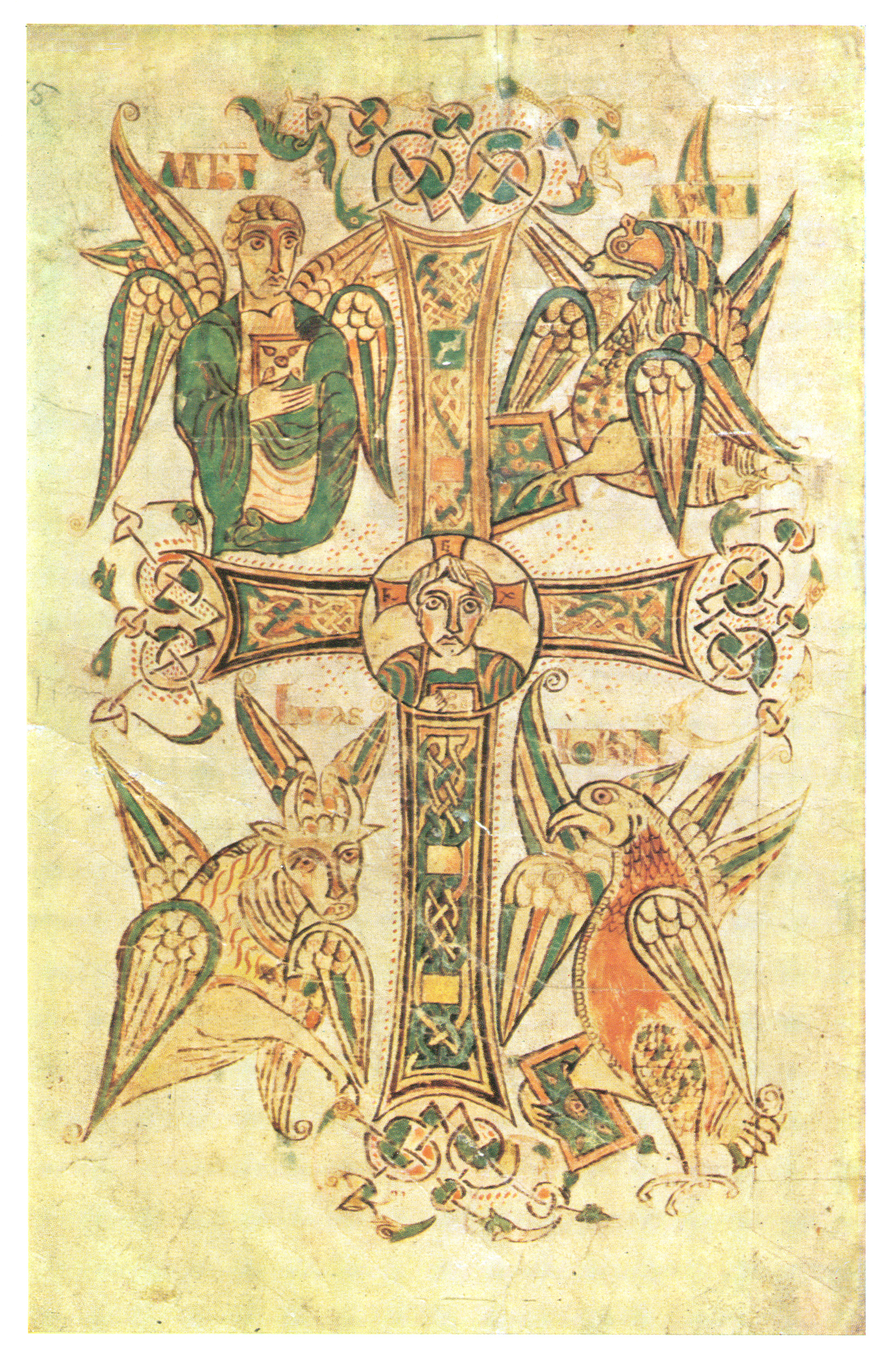
Blatt 29v der Handschrift: Kreuz, umgeben von den Symbolen der vier Evangelisten

Die Handschrift Essener Domschatzkammer Hs. 1, häufig als Großes Karolingisches Evangeliar oder Altfrid-Evangeliar bezeichnet, ist eine Pergamenthandschrift des Essener Domschatzes. Sie entstand um das Jahr 800 und befindet sich möglicherweise seit der um 850 erfolgten Gründung des Essener Frauenstifts in Essen. Das Evangeliar enthält über tausend Glossen auf Latein, Altsächsisch und Althochdeutsch.

## Beschreibung
Die Handschrift misst 32,5 cm Höhe und 23,0 cm Breite und ist seit der letzten Restaurierung 1987 zwischen mit grauem Wildleder bezogene und mit Stempelprägung verzierte Holzdeckel eingebunden. Sie ist vollständig erhalten und umfasst 188 Blätter aus Kalbspergament (Vellum) in 28 Lagen, beigebunden ist ein kleinerformatiges (17 × 23 cm) Homiliar-Fragment. Die Lagen sind größtenteils Quaternionen, bestehend aus vier gefalzten und ineinandergelegten Pergamentbögen, die acht Blätter (= 16 Seiten) ergeben. Der Schriftraum des Evangeliars misst 26,5 cm in der Höhe und 16 cm in der Breite. Der Text hat bis fol. 12v, dem Ende des Perikopenverzeichnisses, 38 Zeilen, danach 30 Zeilen. Er wurde im 10. Jahrhundert mit zahlreichen Glossen in Latein, Altsächsisch und Althochdeutsch versehen.
Einige Blätter wurden an den Rändern beschnitten, wodurch Teile einzelner Glossen verloren gingen. Auch wurden Glossen durch den Einsatz von Chemikalien, die die Lesbarkeit erhöhen sollten, beschädigt. Bei einer Restaurierung 1958 wurden einzelne Blätter falsch wieder eingebunden: Das Doppelblatt 48v/49r wurde in die verkehrte Richtung gefalzt und das Doppelblatt 143v/144r in die 21. anstatt in die 22. Lage eingebunden.
Die Handschrift enthält ein Perikopenverzeichnis, in lateinischer Sprache den Brief Novum opus des Hieronymus an Papst Damasus I., die Vorrede plures fuisse des Hieronymus zu den Evangelien, die vier Vorreden zu den einzelnen Evangelien sowie den Text der Evangelien, außerdem 14 Kanontafeln, sowie von derselben Hand, die die meisten Glossen eintrug, einen unvollständigen Ordo lectorum. Das hinzugebundene Homiliar enthält Auszüge aus verschiedenen Texten des Beda Venerabilis. Der Text des Evangeliars wurde von drei verschiedenen Schreibern mit brauner Tinte angelegt, die Schrift ist eine frühe Fassung der karolingischen Minuskel. Zur Auszeichnung, das heißt: zur Hervorhebung, der verschiedenen Abschnitte wurde als Schrift eine Capitalis quadrata verwendet. Die Unziale wurde nur im Matthäus-Evangelium für die Kapitelanfänge, die Genealogie Christi und das Vaterunser verwendet. Die Überschriften sind in Gelb, Rot und Grün ausgemalt. Der Buchschmuck ist polychrom und umfasst sowohl Zierseiten, Kanontafeln, Incipit- und Initialseiten als auch Initialen von unterschiedlicher Gestaltung und Größe. Die verwendeten Farben sind Mennigerot und Kupfergrün, die gelbe Farbe wurde bisher nicht untersucht.

## Buchmalerei

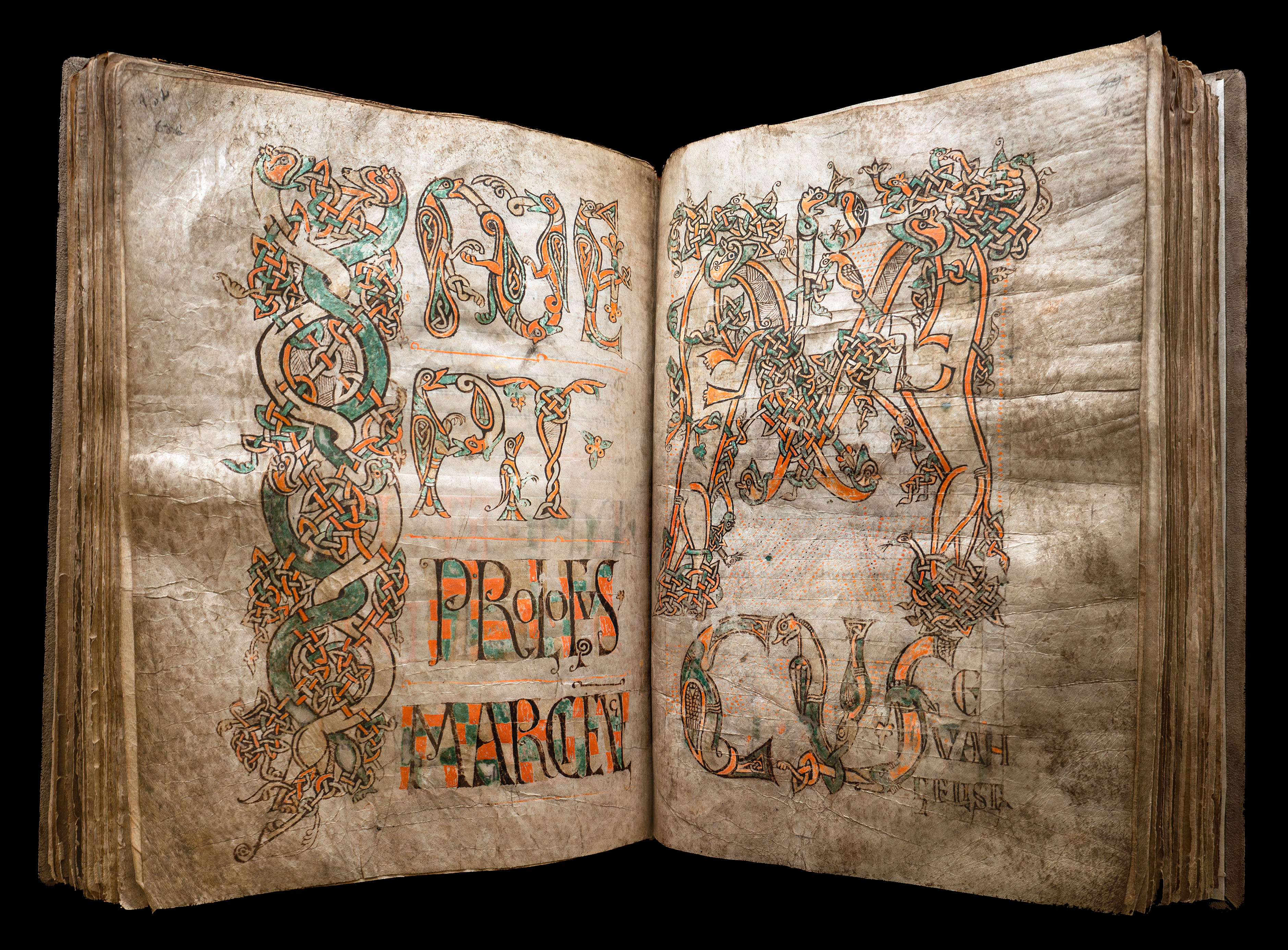
Blatt 68v: Eingangsseite der Vorrede zum Markus-Evangelium. Das Initial I wird aus zwei symmetrisch miteinander verschlungenen wurmartigen Fabeltieren gebildet, die in ein sich kreuzendes Flechtband eingesponnen sind. Das Wort „Incipit“ wird durch zoomorphe Motive gebildet, die Majuskel der folgenden Worte sind farbig unterlegt.

Georg Humann schrieb 1904 in seinem Werk zu den Schätzen des Essener Münsters:

„Obwohl die meisten dieser Zeichnungen in ästhetischer Hinsicht auf sehr niedriger Stufe stehen, sind sie doch von kunstgeschichtlichem Wert, da sie sehr charakteristische Beispiele vorkarolingischer Buchmalerei bieten.“

Auch später ist der Buchmalerei der Handschrift ein „barbarischer Geschmack“ oder „barbarische Großartigkeit“ bescheinigt worden.
Der Buchschmuck der Handschrift ist außergewöhnlich vielfältig und von Einflüssen mehrerer Kulturkreise durchsetzt. Auffällig sind die Zierbuchstaben, bei denen Teile durch hunde- und vogelartige Figuren ersetzt wurden. Diese Zierbuchstaben lassen sich auf Fisch-Vogel-Buchstaben der merowingischen Buchkunst des 7. und 8. Jahrhunderts zurückführen. Die Initialen weisen dagegen oft Flechtbandornamente auf, die aus Motiven des irisch-angelsächsischen Raums abgeleitet sind. Bei diesen Ornamenten weist die Essener Handschrift identisches Formengut zum sogenannten Psalter Karls des Großen (Bibliothèque nationale de France, ms. lat. 13159) auf, das zwischen 795 und 800 datiert werden kann. Gerds nimmt ein Entstehen im selben Skriptorium an. Die Verwendung unterschiedlicher Zierformen in einer Handschrift war in der karolingischen Buchmalerei nicht ungewöhnlich. Der ornamentale Charakter der Darstellung ist unberührt von der karolingischen Renaissance, die einen Rückgriff auf antike Vorbilder beinhaltete und der Darstellung des Menschen mehr Raum gab. Die Kanontafeln der Handschrift gestaltete der Buchmaler unterschiedlich: Arkaden sind mit Rundbögen oder Giebeln aus Bandstreifen oder Bandverschlingungen gebildet, die mit Borten aus Blattmustern versehen sind. Eine der Kanontafeln weist ein identisches Ornament als Säulenfüllung auf wie das Gundohinus-Evangeliar (Autun, Bibliothèque Municipale. Ms 3), zu dem auch Ähnlichkeiten bei den Gestaltungen der Rundbögen besteht. Unter den Zierseiten ist die Kreuzdarstellung mit dem Brustbild Christi im Schnittpunkt der Kreuzarme und den Evangelistensymbolen zwischen den Kreuzarmen besonders markant. Diese Miniatur weist in den Gesichtern besonders deutlich irische Einflüsse auf. Die niedrigen Stirnen, die in einer Linie mit der Nase gezeichneten Augenbrauen, die weit geöffneten Augen wie auch die Münder finden sich ähnlich an dem im 8. Jahrhundert entstandenen Bandkruzifix auf S. 266 des Codex Sangallensis 51 der Stiftsbibliothek St. Gallen. Die Gestaltung des Kreuzes bei Hs. 1 durch farbige Rechtecke deutet Edelsteine an, die Grundidee der Darstellung ist also eine „crux gemmata“. Die Darstellung meint daher nicht die Kreuzigung als Ereignis, sondern Christus, der durch das Kreuz „in seine Herrlichkeit einging“. Die Darstellung mit dem Brustbild Christi am Schnittpunkt der Kreuzbalken ist dabei im abendländischen Raum selten, die Essener Darstellung ist eine der spätesten Darstellungen dieses Typs. Durch das Buch, das Christus hält, ist er zugleich als Lehrer der Wahrheit charakterisiert.

## Die Glossen

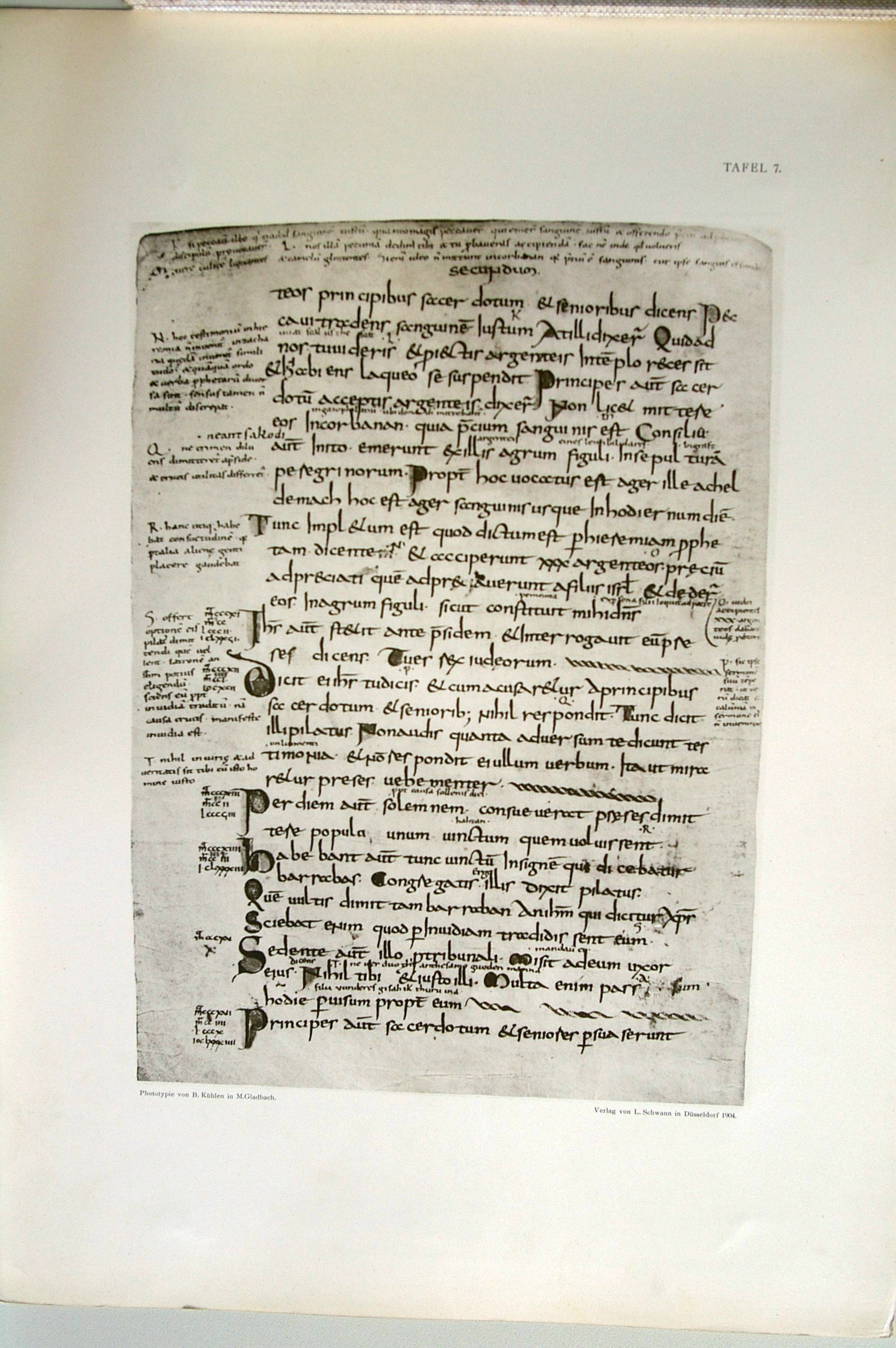
Eine Textseite (fol. 65r) mit Glossierung (Scan aus Georg Humanns Tafelwerk von 1904), der Text ist Mt 27,3–21

Die insgesamt 453 altsächsischen Glossen des Evangeliars stammen aus dem 10. Jahrhundert. Sie überliefern insgesamt über 1050 volkssprachliche Einzelwörter der Zeit, das Evangeliar ist damit die zweitumfangreichste Glossierung des Altsächsischen. Die meisten Glossen wurden von einer Hand, die mit stark wechselndem Duktus schrieb, teils marginal am äußeren Rand, teils auch zwischen die Zeilen geschrieben (interlinear). Reichte der Platz nicht aus, benutzte die Schreiberin auch den inneren Rand. Die Glossierung folgt dabei inhaltlich einer unbekannten, verlorenen Vorlage, auf die auch die ebenfalls im Essener Skriptorium entstandene Glossierung eines ursprünglich aus dem Stift Elten stammenden Lindauer Evangeliars (Freiherr M. Lochner von Hüttenbach, Codex L, heutiger Verbleib nicht bekannt) zurückzuführen ist. Die Glossen verteilen sich ungleichmäßig auf alle vier Evangelien: 109 interlineare und 78 marginale Glossen erläutern das Matthäus-Evangelium, wogegen das Markus-Evangelium nur mit 15 interlinearen und 12 marginalen Glossen versehen ist. Von den 148 Glossen zum Evangelium nach Lukas sind 87 interlinear und 61 marginal eingeschrieben, das Johannes-Evangelium ergänzen 34 interlineare und 57 marginale Glossen. Zur Sprache der in das Pergament geritzten Griffelglossen finden sich in der Literatur unterschiedliche Angaben.
Die lateinischen Glossen sind meist Scholien und bestehen aus sprachlich vereinfachten Auszügen aus karolingischen und vorkarolingischen Evangelienkommentaren, besonders aus den Schriften Bedas. Dabei wurden die kommentierten Stellen des Evangeliumstextes mit Unzialbuchstaben versehen, die bei den Glossen wiederkehren und so die Zuordnung der Kommentierung zur kommentierten Stelle sicherstellen. Sobald die Buchstaben des Alphabets verbraucht sind, ist die nächste Kommentierung wieder als „A“ bezeichnet. Gleichzeitig mit dem Eintrag der lateinischen Glossen wurden einzelne deutsche Wörter hinter selten gebrauchten Wörtern eingetragen. In einer zweiten Bearbeitungsphase wurden die lateinischen Glossen korrigiert und teilweise ergänzt, zudem wurden weitere deutsche Ergänzungen zu den Scholien vorgenommen. In diesem Bearbeitungsabschnitt wurden die lateinischen Glossen auch an ihrem Ende ergänzt. Diese Glossierungen nehmen Bezug auf das Ende der lateinischen Glosse, in zahlreichen Fällen handelt es sich um vollständige deutsche Halbsätze, die den Schluss der lateinischen Glosse paraphrasieren und fortführen. Hellgardt kommt zum Eindruck einer Vorform einer deutsch-lateinischen Mischsprache, wie sie als klerikaler Soziolekt bei Notker dem Deutschen oder Williram vorkommt.

## Geschichte

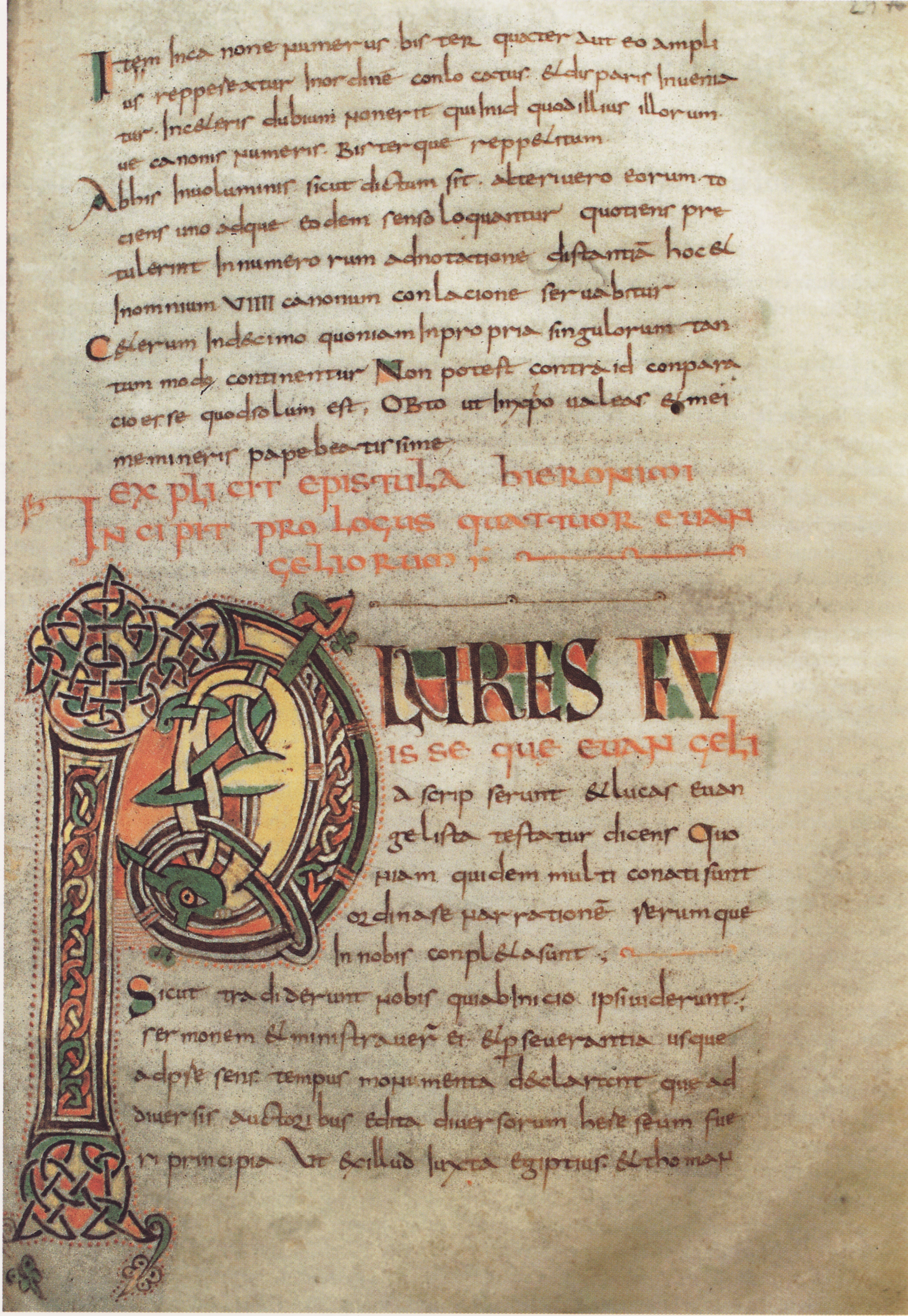
Blatt 16r: Seite mit aus Flechtband gebildeter Prachtinitiale P und zwei unterschiedlichen Auszeichnungsschriften. Der Text ist der Beginn des Hieronymus-Vorrede Plures fuisse.

Nach der kunsthistorischen Einordnung ist das Evangeliar um 800 entstanden, wo, ist jedoch unsicher. Das Skriptorium, in dem die Handschrift entstand, konnte bisher nicht identifiziert werden. Aufgrund des Schriftbildes und des Zusammentreffens kontinentaler und insularer Einflüsse im Buchschmuck wird der Entstehungsort in Nordwestdeutschland oder Nordostfrankreich vermutet. Unbekannt ist auch, wie und wann die Handschrift nach Essen gelangte. Aufgrund der Lokalisierung der Handschrift in Gebiete, wo der Heilige Altfrid, der spätere Gründer des Stifts Essen, ausgebildet wurde, der hohen Qualität der Handschrift sowohl in textlicher wie künstlerischer Hinsicht und des Umstandes, dass ein Evangeliar zur liturgischen Grundausstattung einer Kirche gehörte, wird angenommen, dass das karolingische Evangeliar von Altfrid selbst seiner Gründung überlassen wurde. Katrinette Bodarwé wies allerdings darauf hin, dass die Handschrift keinen Eintrag der zu Beginn des 10. Jahrhunderts in Essen tätigen Bibliothekarshand „A“ aufweist, möglicherweise also doch nicht als Gründungsgeschenk nach Essen gelangte.
Ein am oberen Rand von fol. 143r stehender Eintrag „Iuntram prb“ („Guntram presbiter“) könnte von einem früheren Besitzer stammen. Die Inhaltsangabe „PLENARIVM“ auf fol. 2r der sogenannten Bibliothekarshand „B“ wurde in Essen um 1200, vielleicht auch erst in der ersten Hälfte des 13. Jahrhunderts, eingetragen. Davor fehlt jeder direkte Besitznachweis der Handschrift.
Die Glossen des Evangeliars weisen charakteristische Merkmale im Schriftbild auf, die für das Skriptorium des Essener Frauenstifts typisch sind. Die Schreiberin wirkte auch an dem im letzten Drittel des 10. Jahrhunderts in Essen entstandenen Sakramentar Hauptstaatsarchiv Düsseldorf Essen D2 mit, so dass der Aufenthalt der Handschrift Hs. 1 bereits im späten 10. Jahrhundert in Essen sicher ist. Etwa in diesem Zeitraum wurde das Evangeliar erstmals neu gebunden, Georg Humann stellte 1904 fest, dass die vorletzte Lage falsch sortiert war und das als Blatt 60 ein schmaler Pergamentstreifen mit Notizen in der Handschrift der Glossen mit eingebunden worden war. Möglicherweise war das Evangeliar bereits 946, als die Stiftskirche Essen abbrannte, nicht mehr als liturgisches Buch in Gebrauch, sondern diente bereits als Schulbuch zur Unterrichtung der Sanktimonialen. Während alle aktuellen liturgischen Schriften nach dem Stiftsbrand vom Essener Skriptorium neu erstellt werden mussten, blieben einige Bücher wie das Evangeliar (falls es nicht erst nach dem Brand nach Essen gelangte) oder die Sakramentarshandschrift Hauptstaatsarchiv Düsseldorf D1, die nicht mehr in liturgischem Gebrauch war, erhalten. Grund dafür war mutmaßlich, dass sie getrennt von den in Benutzung befindlichen Handschriften aufbewahrt wurden. Die Verwendung als Schulbuch belegen auch die Federproben, die besonders zahlreich auf den Vorsatzblatt vorgenommen wurden, dort finden sich neben Strichen und Schraffuren Versanfänge wie „Scribere qui nescit, nullum putat esse laborem.“ („Wer das Schreiben nicht kennt, glaubt nicht, dass es Arbeit ist“) und Einzelwörter wie „Proba“ („Test“). Diskutiert wird, dass das Evangeliar neben dieser Nutzung noch in liturgischer Benutzung war. Das Theophanu-Evangeliar (Essener Domschatzkammer Hs. 3), das Äbtissin Theophanu um 1040 mutmaßlich zur prunkvollen Inszenierung der Osterliturgie schenkte, weist fast identische Abmessungen wie das Karolingische Evangeliar auf. Gass nimmt daher an, das Theophanu-Evangeliar habe das Karolingische Evangeliar als Prunkevangeliar in der Stiftsliturgie abgelöst.
Gegen Ende des 11. Jahrhunderts schwand das Interesse des Damenkonvents an seinen Kodexbeständen, aus denen die Kanoniker des Stifts eine eigene Bibliothek für Ausbildungszwecke zusammenstellten. In diesem Zusammenhang entstand der Besitzeintrag der Bibliothekarshand „B“. Durch die Aufnahme in die Kanonikerbibliothek blieb die Handschrift erhalten, während andere Essener Bücher zu Pergamentmakulatur verarbeitet wurden. In der nur den maximal zwanzig Kanonikern zugänglichen Bibliothek geriet das Evangeliar in Vergessenheit. Keines der Essener Schatzverzeichnisse der frühen Neuzeit verzeichnet die Handschrift. Als das Stift Essen 1802 aufgelöst und wertvolle Handschriften von den neuen preußischen Herren nach Düsseldorf verbracht wurden, blieb das Karolingische Evangeliar aus unbekannten Gründen in Essen, möglicherweise wurde die Handschrift nicht gefunden.
Erst 1880 wurde das Evangeliar im Pfarrarchiv des Münsters entdeckt. Bereits im folgenden Jahr veröffentlichte Georg Humann einen ersten Aufsatz mit Textauszügen, Zeichnungen und einer kolorierten fotografischen Abbildung des Kreuzes mit den Evangelistensymbolen (fol. 29v). Beachtung fanden besonders die Glossen, den künstlerischen Wert der Zeichnungen maß man am Zeitgeschmack, auch wenn man sie als charakteristische Beispiele vorkarolingischer Buchmalerei erkannte.
Im August 1942 wurde das Evangeliar, das in der Münsterbibliothek aufbewahrt worden war, nach Marienstatt im Westerwald in das dortige Zisterzienserkloster evakuiert und entging dadurch dem Bombenangriff, bei dem am 5. März 1943 die Münsterbibliothek zerstört wurde. 1949 wurde die Handschrift nach Essen zurückgebracht. Nach der Öffnung der Domschatzkammer 1958 für das Publikum war das Evangeliar im Handschriftenraum der Schatzkammer untergebracht. Da dieser das ehemalige sectarium des Stifts ist, befindet sich die Handschrift an ihrem historischen Aufbewahrungsort. Nach der Neueröffnung der Domschatzkammer am 15. Mai 2009 ist die Handschrift aus konservatorischen Gründen nicht mehr Teil der Dauerausstellung.
Aufgrund ihrer Bedeutung und ihres guten Zustands wurde die Handschrift mehrfach für Ausstellungen ausgeliehen, zuletzt im Jahr 2014 für die Sonderausstellung Karls Kunst zum 1200. Todesjahr Karls des Großen in Aachen.

## Restaurierung
Die Handschrift wurde mehrfach restauriert. Nachdem sie bei ihrer Evakuierung im Zweiten Weltkrieg gelitten hatte, beauftragte die Pfarrgemeinde St. Johann Baptist, der die Handschrift nach der Aufhebung des Stiftes gehörte, 1956/57 den Restaurator Johannes Sievers am Hauptstaatsarchiv Düsseldorf mit der Restaurierung. Dieser nahm die Handschrift auseinander und heftete sie neu, teilweise fehlerhaft. Die illuminierten Seiten, die besonders schutzbedürftig erschienen, beklebte Sievers nach dem damaligen Stand der Technik mit Mipo-Folie auf PVC-Basis. Von dieser Maßnahme waren 96 Seiten betroffen.
Die Folgen der Restaurierung waren verheerend. Die Folie verschloss das Pergament luftdicht. Durch den fehlenden Zutritt von Luftfeuchtigkeit begann das Pergament zu verhornen. Zudem verfälschte die hochglänzende Folie die eher matten Farben der Buchmalerei. Langfristig wurde die Folie braun und brüchig. Eine Ablösung der schädigenden Folie ohne Zerstörung der Handschrift galt lange Zeit als unmöglich. Versuche an anderen Handschriften, die vergleichbar beklebt worden waren, ergaben, dass die pastösen Farbschichten der Malerei stärker an der Folie als am Pergament hafteten und wie Abziehbilder abgezogen worden wären. In anderen Fällen gelang zwar das Abziehen der Folien, die Rückstände der Klebeschicht führten jedoch zum Verkleben der Seiten zu einem massiven Buchblock.
1985 fand die Domschatzkammer Essen mit Otto Wächter, dem Leiter des Instituts für Restaurierung an der Österreichischen Nationalbibliothek einen Experten, der eine Ablösung der Folien für möglich hielt. Die Handschrift wurde daher im Januar 1986 nach Wien gebracht, wo Wächter sie zerlegte. Die einzelnen Pergamentblätter legte Wächter dann in ein Bad aus vier Teilen Ethanol und einem Teil Essigsäureamylester, dem er, falls der Lösungseffekt nicht ausreichte, noch einen Teil Butylacetat zusetzte. Nach einem Bad von 20 bis 30 Minuten Dauer konnte Wächter die Folien vorsichtig abziehen. Anschließend ließ er das Pergament trocknen, wodurch Rückstände der Klebeschicht erkennbar wurden. Diese entfernte Wächter durch Betupfen und vorsichtiges Rotieren mit einem in Essigsäureamylester getauchten Baumwolllappen, bis keinerlei klebrige Rückstände mehr wahrnehmbar waren. Dieser Arbeitsschritt zog sich teilweise über mehrere Tage für eine Seite, da die Klebereste nur im trockenen Zustand erkennbar waren. Das zweite restauratorische Problem war Grünspanfraß, der durch das in der Buchmalerei verwendete Kupfergrün verursacht wurde. Grünspanfraß tritt bei Buchmalerei auf, wenn die einzelnen Farbpartikel nur von wenig Bindemitteln der Farbe umschlossen werden. Von der Restaurierung saurer Papiere war zudem bekannt, dass magnesiumverbindungshaltiges Papier nicht von Grünspanfraß betroffen wird. Wächter bestrich daher alle Stellen der Handschrift, bei denen Grünspan als Farbstoff benutzt worden war, von beiden Seiten des Pergamentblattes mit einer Magnesiumbicarbonatlösung, die er trocknen ließ. Anschließend pinselte er eine Lösung von 20 Gramm Methylcellulose auf ein Liter Wasser auf. Dabei machte er sich die auch beim Einsatz von Cellulosen in Waschmitteln ausgenutzte Fähigkeit, sich zwischen Schmutzpartikel und Stoff zu setzen, zu Nutze. Wächter lagerte auf diese Weise die Kupfergrünpartikel in einen Puffer aus Magnesiumsalzen. Anschließend verschloss er die Stellen, an denen sich das Kupfergrün bereits durch das Pergament gefressen hatte, mit Goldschlägerhaut. Erschwert wurde die Restaurierung dadurch, dass die Pergamentblätter der Handschrift weder gepresst noch gespannt werden durften, da dieses zu einer Beschädigung der ins Pergament geritzten Griffelglossen hätte führen können. Nach Abschluss der Restaurierung wurde die Handschrift, die einen Holzdeckel unbekannten Alters hatte, der sicher nicht ursprünglich war, nach dem Vorbild erhaltener karolingischer Bucheinbände neu gebunden, wobei für die Stempelprägung des Einbandes der Einband einer in der Wiener Nationalbibliothek vorhandenen, ursprünglich Salzburger Handschrift als Vorbild diente.